# Troglohyphantes sordellii
Troglohyphantes sordellii este o specie de păianjeni din genul Troglohyphantes, familia Linyphiidae. A fost descrisă pentru prima dată de Pavesi, 1875.
Este endemică în Italia. Conform Catalogue of Life specia Troglohyphantes sordellii nu are subspecii cunoscute.